# Boenovo
Boenovo (Bulgaars: Буново) is een dorp in het westen van Bulgarije. Het dorp is gelegen in de gemeente Mirkovo in de oblast Sofia. Het dorp ligt 49 km ten oosten van de hoofdstad Sofia. 

## Bevolking
Op 31 december 2020 telde het dorp Boenovo 350 inwoners. Het aantal inwoners vertoont al jaren een dalende trend: in 1934 had het dorp nog 1.164 inwoners.
| Bevolkingsontwikkeling tussen 1934 en 2020          |
| --------------------------------------------------- |
|                                                     |
| Bron: Nationaal Statistisch Instituut van Bulgarije |

Het dorp heeft een overwegend Bulgaarse bevolking. In 2011 identificeerden 339 van de 348 ondervraagden zichzelf met de "Bulgaarse etniciteit", oftewel 97,4%. De overige ondervraagden waren vooral etnische Turken of hebben geen etniciteit gespecificeerd. 
| Etnische samenstelling van de respondenten (2011) | Etnische samenstelling van de respondenten (2011) | Etnische samenstelling van de respondenten (2011) | Etnische samenstelling van de respondenten (2011) | Etnische samenstelling van de respondenten (2011) |
| ------------------------------------------------- | ------------------------------------------------- | ------------------------------------------------- | ------------------------------------------------- | ------------------------------------------------- |
|                                                   |                                                   |                                                   |                                                   |                                                   |
| Bulgaren                                          | Bulgaren                                          |                                                   | 97,4%                                             | 97,4%                                             |
| Turken                                            | Turken                                            |                                                   | 1,4%                                              | 1,4%                                              |
| Roma                                              | Roma                                              |                                                   | 0,0%                                              | 0,0%                                              |
| Anders/Onbekend                                   | Anders/Onbekend                                   |                                                   | 1,2%                                              | 1,2%                                              |

## Afbeeldingen

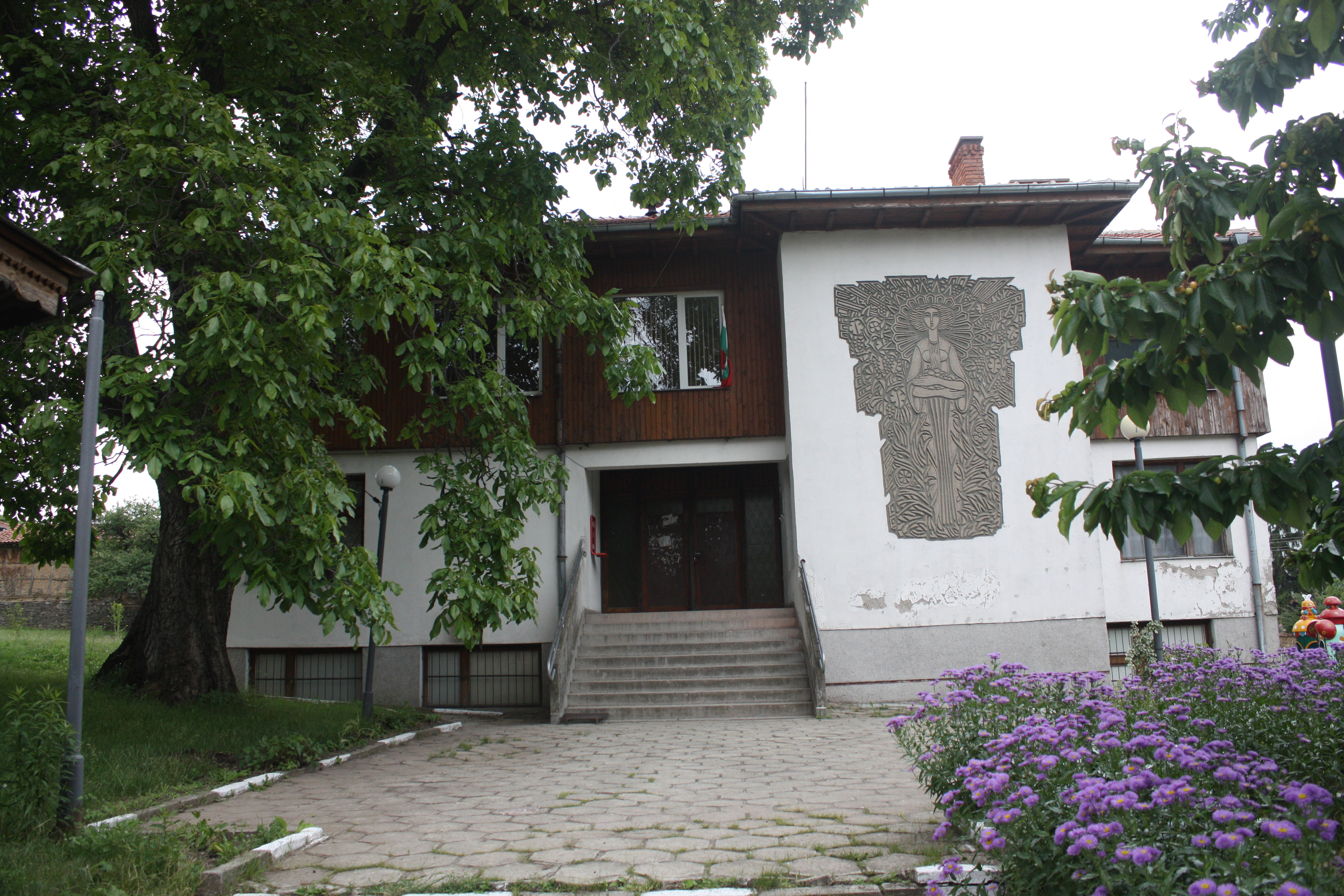
Het postkantoor en burgemeestershuis
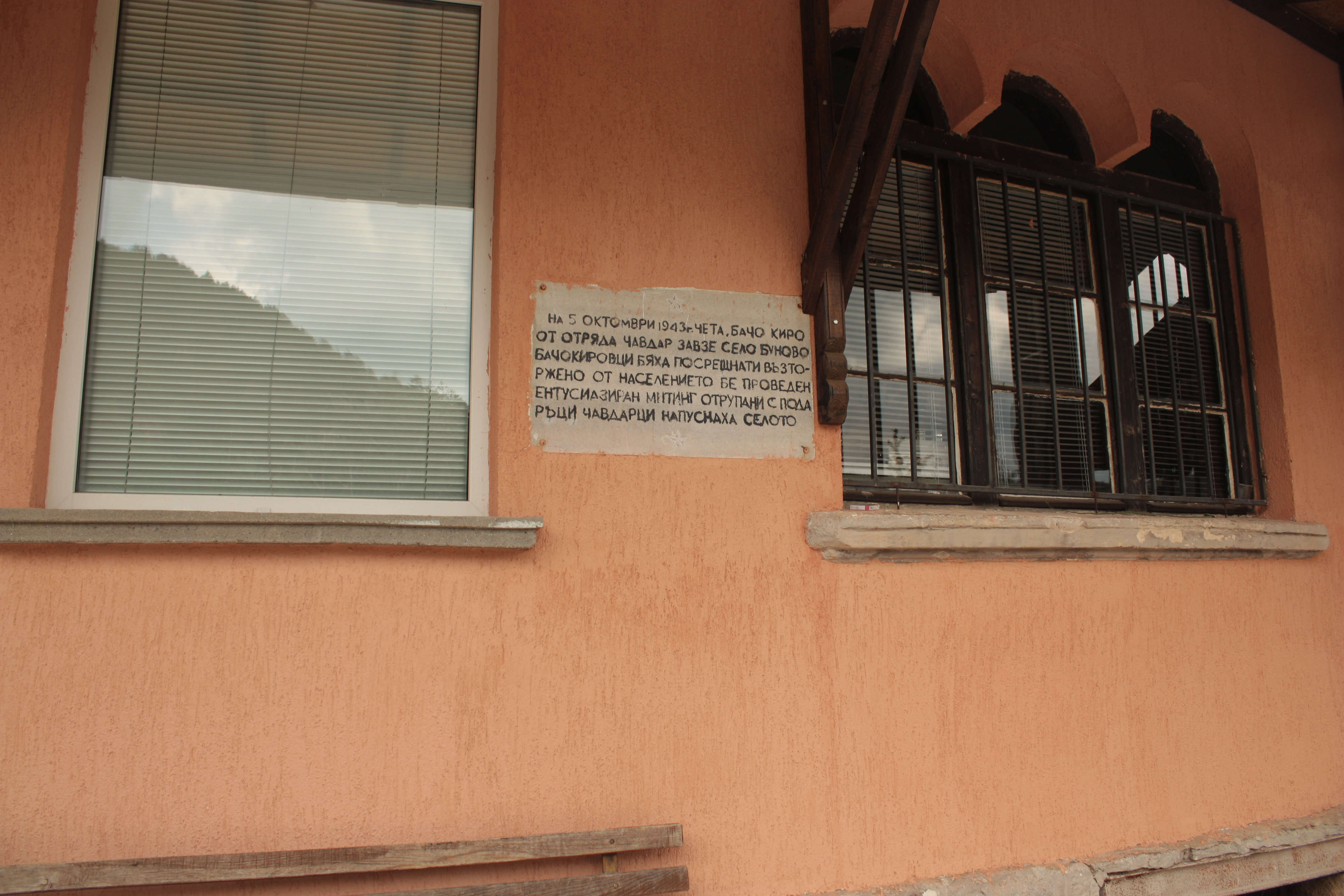
Herdenkingsmonument
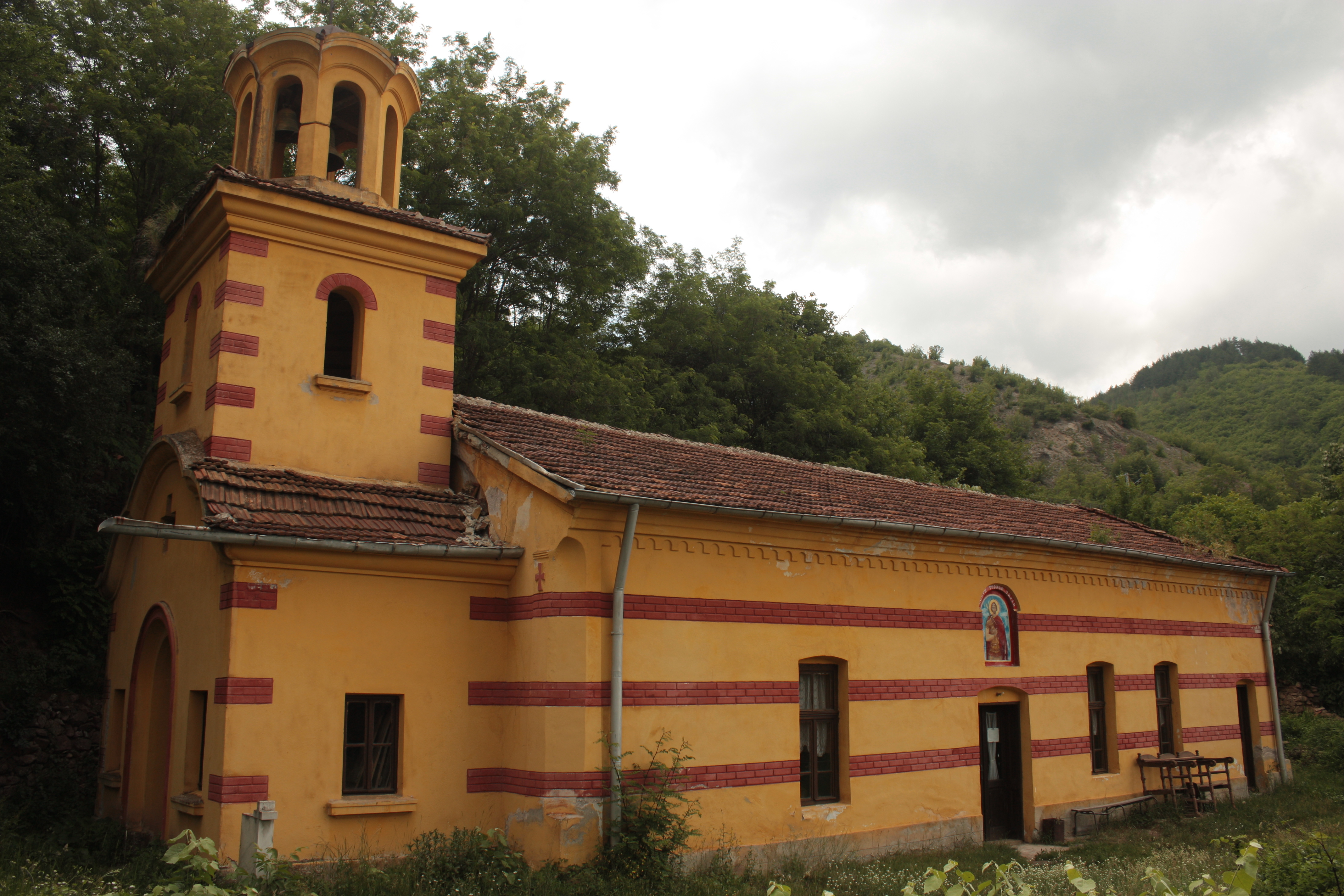
Kerk (Sv. Todor Tiron)
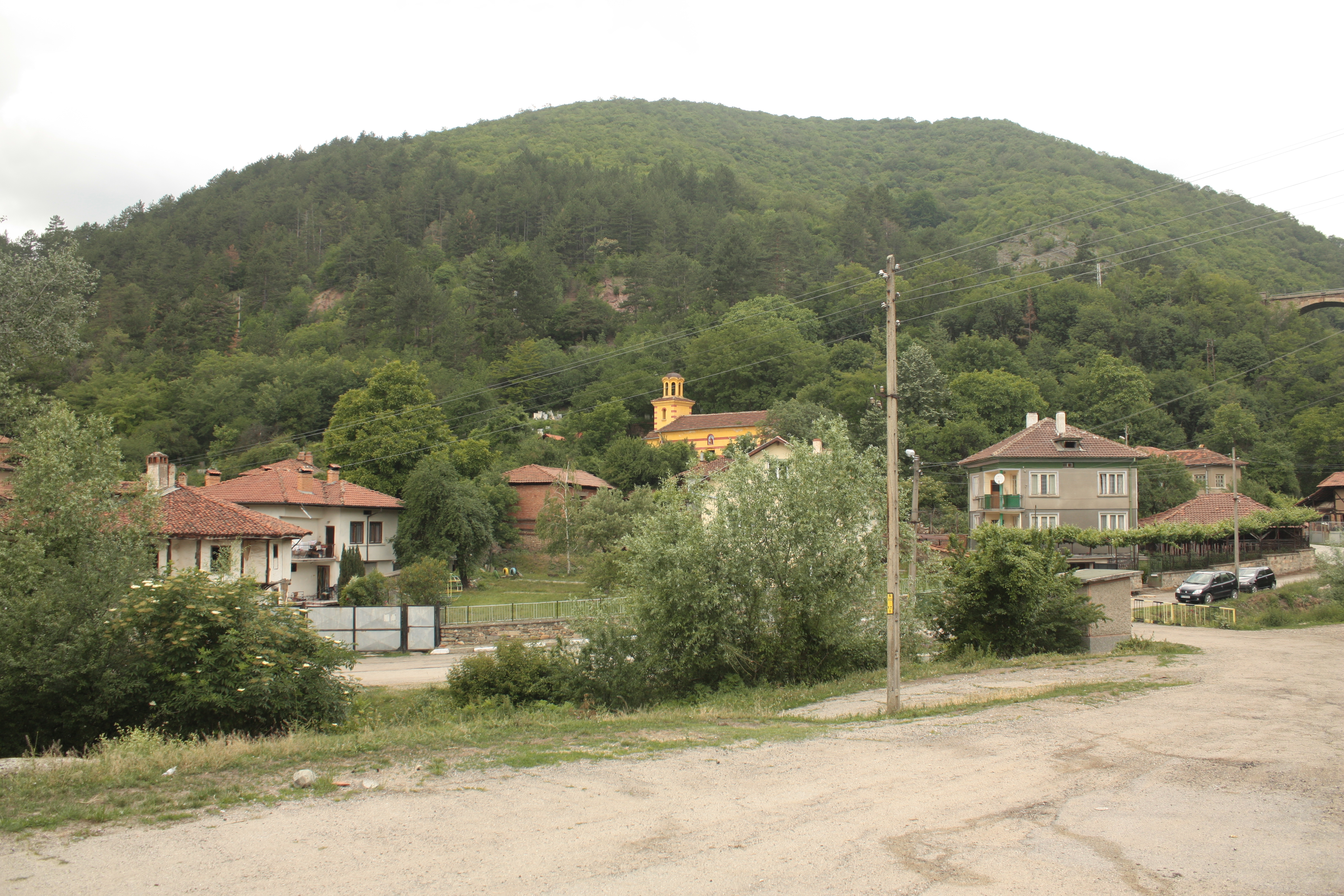
Uitzicht op het dorp
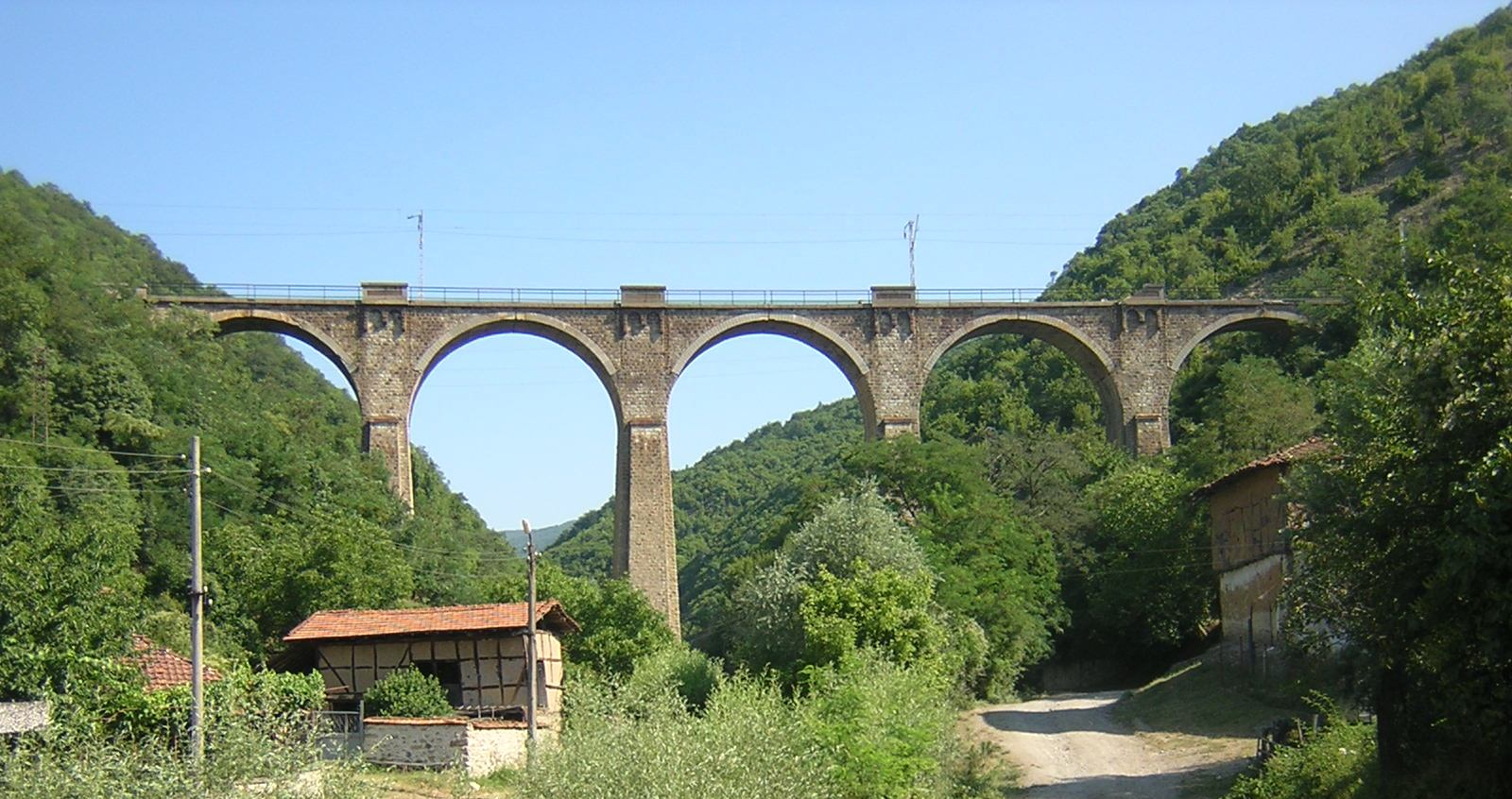
De brug Galabets